# اللووحالاف (مرباط)
اللووحالاف منطقة سكنية تقع في ولاية مرباط، التابعة لمحافظة ظفار في سلطنة عمان. يقدر عدد سكانها بـ 66 نسمة حسب إحصاء عام 2010 التابع للمركز الوطني للإحصاء والمعلومات الحكومي. رمز المنطقة هو 20340232.
تقرير اسلام إبراهيم بلة إبراهيم

## الوصلات الخارجية
- المركز الوطني للإحصاء والمعلومات، سلطنة عمان